# ياكوفليف إير-9
ياكوفليف إير-9 هي طائرة رياضية بمقعدين صممت وبنيت في الاتحاد السوفياتي في أوائل ثلاثينيات القرن العشرين.

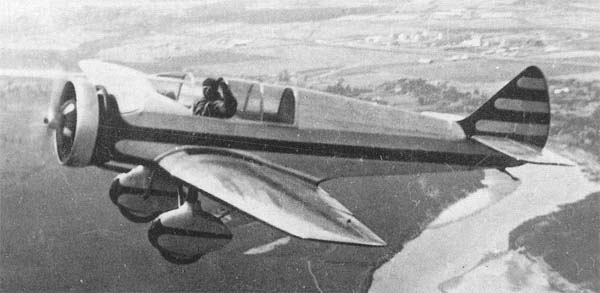
إير-9 نسخة بيس في رحلة جوية بقيادة بيونكوفسكي

## تاريخ التشغيل
عرضت إير-9 في عام 1935 في معارض الطيران في باريس وميلان. في عام 1937 قادتها فيشنيفيسكايا وميدنيكوفا ليحطما الرقم القياسي أعلى تحليق بقيادة امرأة ا من ضمن مسابقة اتحاد الطيران الدولي فئة ج فئة.

## نسخ الطائرة
إير-9
التصميم الأصلي مع قمرة قيادة مفتوحة بمقعدين منخفض الجناح أحادية السطح رياضة التصميم، مع تقسيم اللوحات التلقائي الرائدة الشرائح من دون لا شرع.
إير-9
إعادة صياغة التصميم الأصلي مع قمرات قيادة مغلقة وغيرها من التحسينات ولكن دون الشرائح التلقائية. بنيت طائرة واحدة في مرحلة شهدت مع سباق رقم 31.
إير-9 بيس
مزيد من التعديلات بخاصة زجاج أمامي بانحدار أمامي ووسراوب عجلات تحت الجسم. أعطيت سباق رقم 32.

## المواصفات (الهواء-9)
البيانات من OKB Yakovlev, Yakovlev aircraft since 1924
الخصائص العامة
- طاقم: 2
- طول: 6.97 م (22 قدم 10 بوصة)
- باع الجناح: 10.2 م (33 قدم 6 بوصة)
- مساحة الجناح: 16.87 م2 (181.6 قدم2)
- الوزن فارغة: 495 كـغ (1,091 رطل)
- وزن الإقلاع الأقصى: 768 كـغ (1,693 رطل)
- سعة الوقود: 63.5 كـغ (140 رطل) fuel; 17.5 كـغ (39 رطل) oil
- محركات: 1 × شفيتسوف إم-11 5-cylinder air-cooled radial piston engine, 75 كـو (100 حصان)
- مراوح: 2-ريشة wooden fixed pitch propeller

أداء
- السرعة القصوى: 215 كم/س (134 ميل/س؛ 116 عقدة)

- Landing speed: 65 كم/س (40 ميل/س؛ 35 عقدة)
- سرعة العبور: 195 كم/س (121 ميل/س؛ 105 عقدة)
- مدى: 695 كـم (432 ميل؛ 375 nmi)
- سقف الخدمة: 6,080 م (19,948 قدم)
- وقت الارتفاع 1,000 م (3,300 قدم) in 4 minutes 48 seconds, 3,000 م (9,800 قدم) in 16 minutes 24 seconds

- Take-off run: 80 م (260 قدم)

- Landing run: 90 م (300 قدم)